# Supermotionsligaen 2014
Supermotionsligaen 2014 er en sæson af den danske supermotionsligaen, der er navnet på den bedste rosport række i Danmark. Den styres af Dansk Forening for Rosport, og indledes den 30. april 2014.

## Stilling[2]

### Runde 1
30. april 2014.
1. Tolo Roklub 135,667
2. Randers Roklub 108,21
3. Sorø Roklub 100,790
4. Hadsund Roklub 99,568
5. Kalundborg Roklub 89,750
6. Aalborg Roklub 88,603
7. HEI Rosport 88,093
8. Aarhus Roklub 85,214
9. Humlebæk Roklub 83,299
10. Roklubben Skjold 82,479

### Runde 2
31. maj 2014.
1. Randers Roklub 185,58
2. Sorø Roklub 175,83
3. Kalundborg Roklub 162,16
4. Vejle Roklub 161,91
5. HEI Rosport 157,03
6. Humlebæk Roklub 155,44
7. Varde Roklub 153,209
8. Skanderborg Roklub 142,92
9. Hadsund Roklub 142,812
10. Rønne Roklub 141,40

### Runde 3
30. juni 2014.
1. Sorø Roklub 273,986
2. Randers Roklub 269,129
3. Roklubben Furesø 241,462
4. Humlebæk Roklub 240,887
5. Vejle Roklub 236,193
6. Nyborg Roklub 229,373
7. HEI Rosport 226,824
8. Varde Roklub 220,465
9. Kalundborg Roklub 219,930
10. Skanderborg Roklub 219,768

### Runde 4
31. juli 2014. 
1. Randers Roklub 359,416
2. Nyborg Roklub 344,293
3. Rudkøbing Roklub 344,227
4. Sorø Roklub 333,516
5. HEI Rosport 326,469
6. Vejle Roklub 326,232
7. Horsens Roklub 323,405
8. Roklubben Furesø 322,235
9. Humlebæk Roklub 300,788
10. Præstø Roklub 291,735

### Runde 5
31. august 2014. 
1. Rudkøbing Roklub 491,227
2. Randers Roklub 437,050
3. Roklubben Furesø 414,255
4. Nyborg Roklub 405,267
5. Sorø Roklub 399,425
6. Horsens Roklub 391,372
7. Vejle Roklub 383,972
8. Præstø Roklub 381,212
9. Humlebæk Roklub 369,018
10. HEI Rosport 367,174

### Runde 6
30. september 2014. 
1. Randers Roklub 502,970
2. Roklubben Furesø 472,610
3. Sorø Roklub 468,771
4. Nyborg Roklub 460,707
5. HEI Rosport 457,797
6. Horsens Roklub 454,494
7. Vejle Roklub 453,049
8. Præstø Roklub 439,522
9. Humlebæk Roklub 423,351
10. Roforeningen KVIK 416,863